# Geophila repens
Geophila repens là một loài thực vật có hoa trong họ Thiến thảo. Loài này được (L.) I.M.Johnst. mô tả khoa học đầu tiên năm 1949.

## Hình ảnh

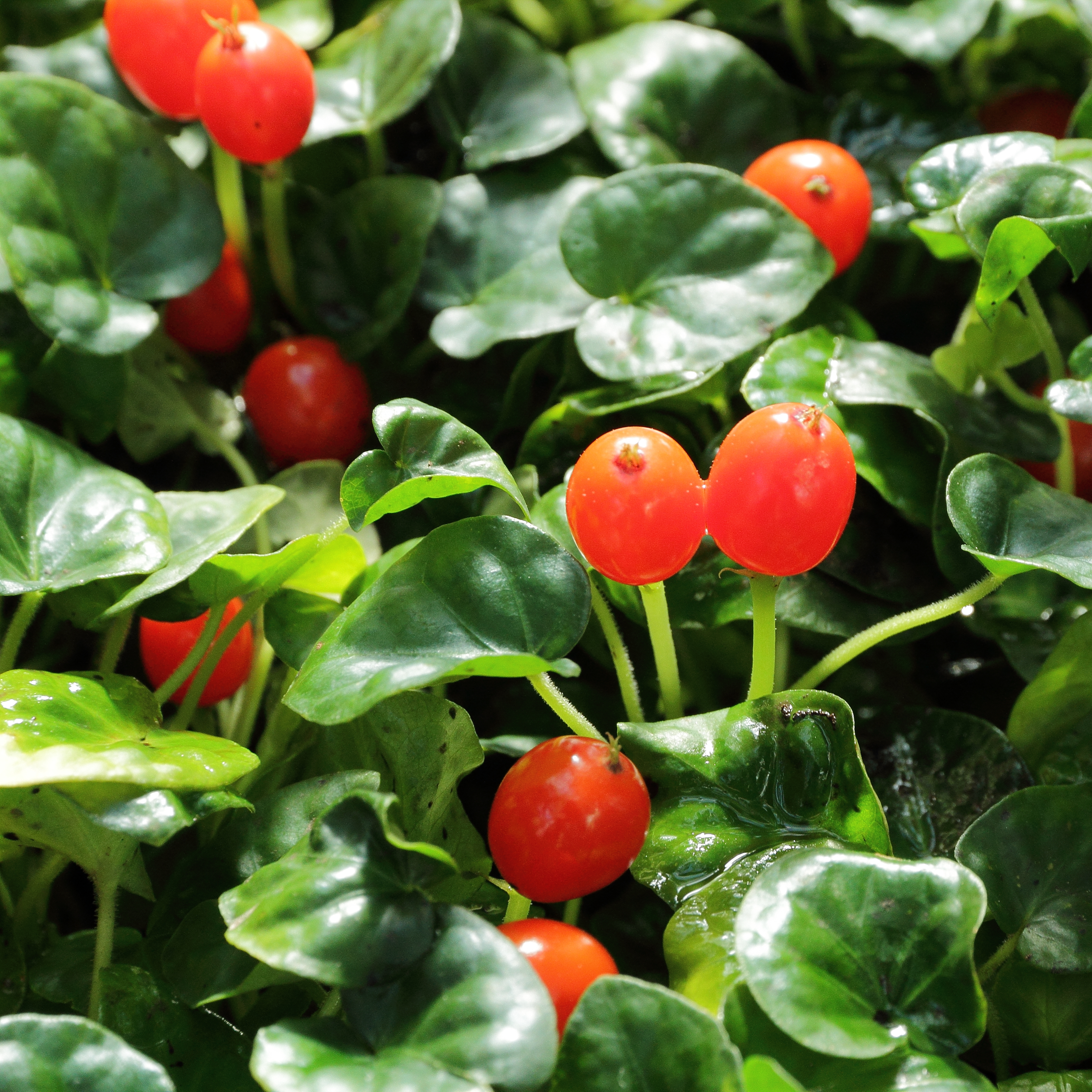
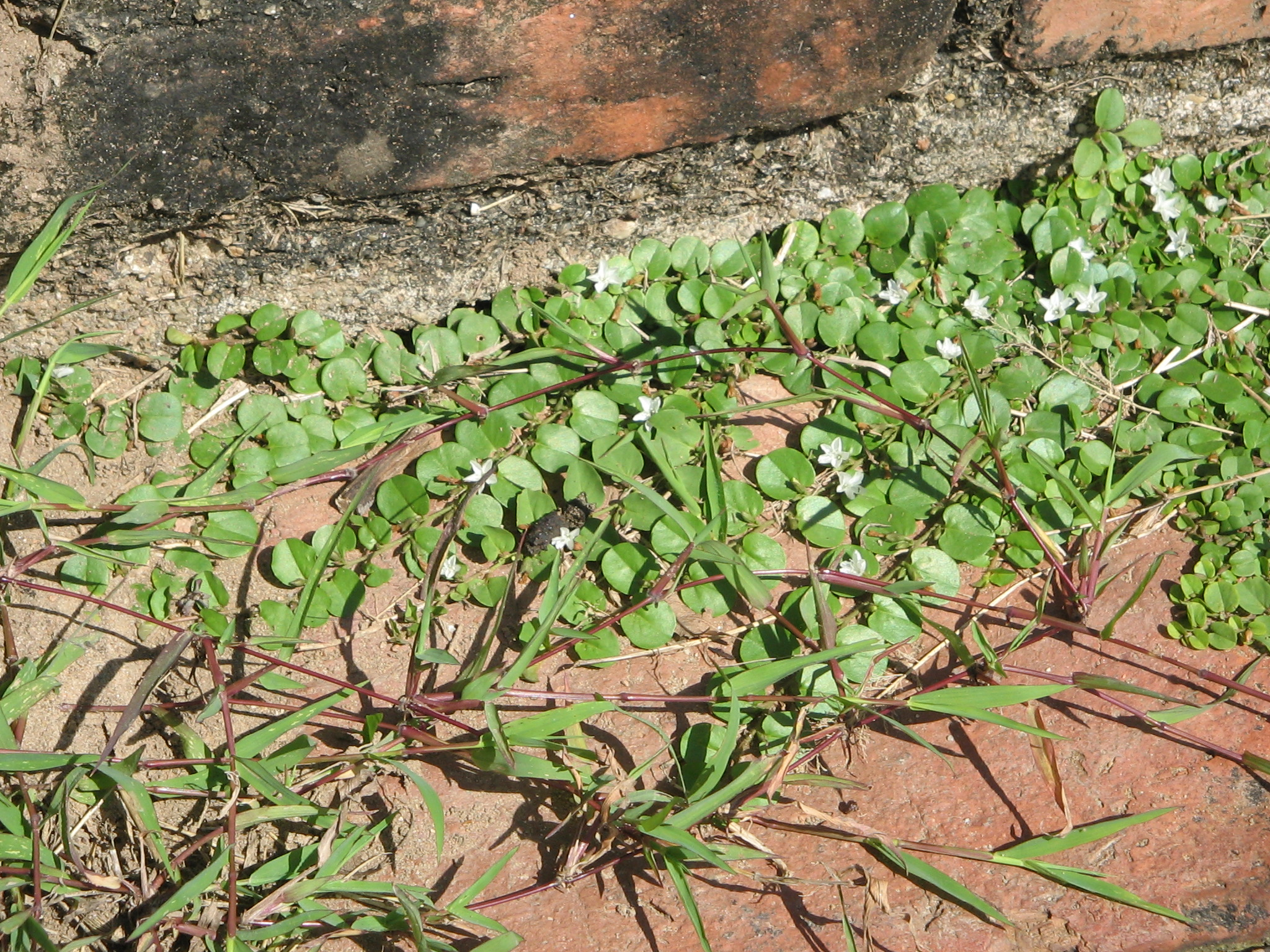
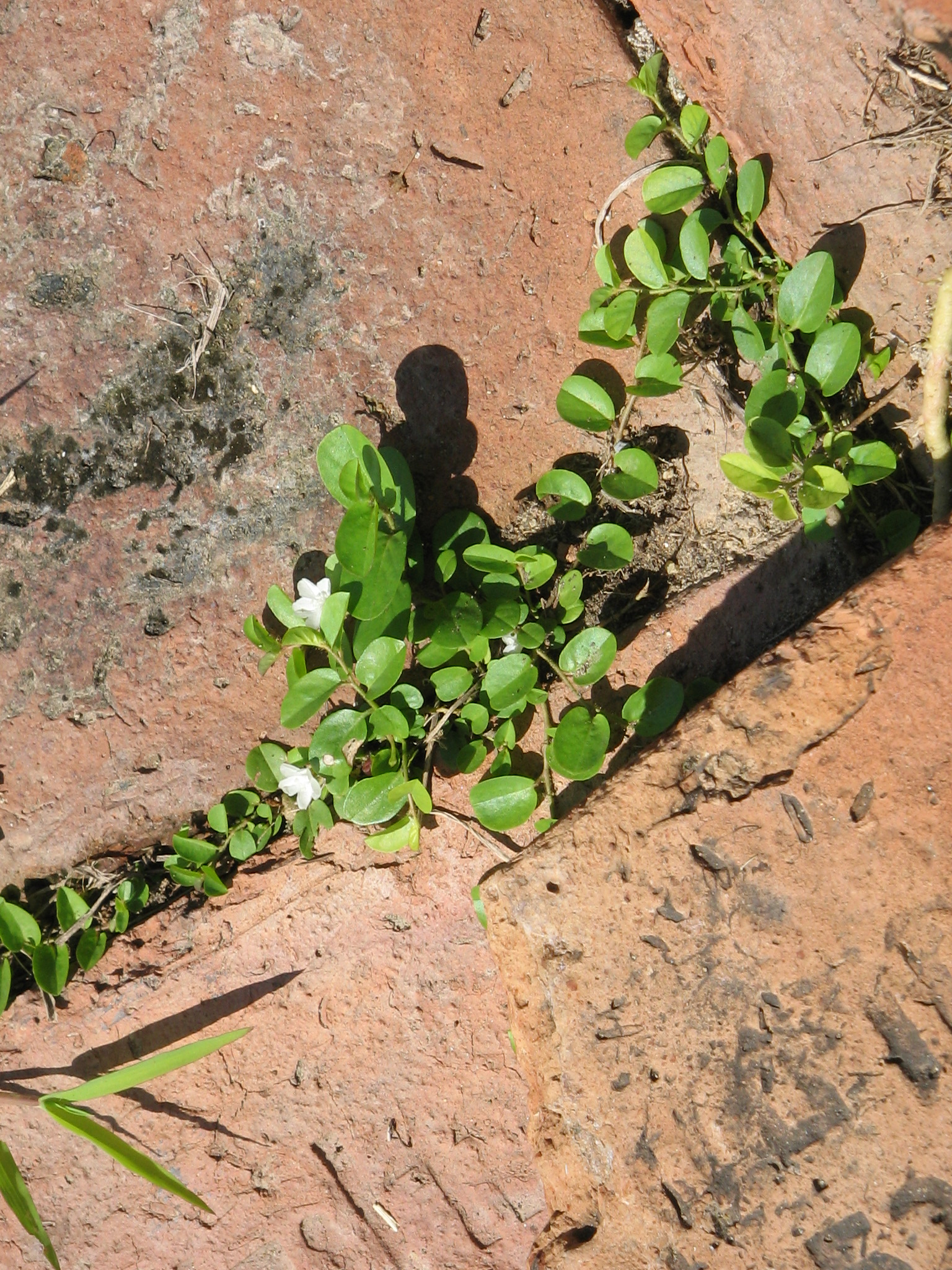